# Позивање на успех
Позивање на успех је логичка грешка која настаје када се одређени аргумент вреднује само према наводној успешности или популарности особе која га износи или заступа. Ово је посебан облик грешке аргумент из порекла и има и позитиван и негативан облик.
Позитиван облик видимо када се тврди да је нешто истина зато што то подразумева успешна или позната личност. У овом облику може уједно и бити позивање на ауторитет у зависности од тога по чему је особа на коју се позива успешна или позната. Код негативног облика се аргумент одбија зато што је особа која га заступа мање угледна од извесне треће особе или особе која аргумент побија. У овом облику је уједно и грешка аргумент против човека, јер се аргумент одбија на основу наведених негативних карактеристика особе која га износи или заступа.
Проблем с оваквим аргументом огледа се у томе што они не зависе од својих извора. Интелигентни људи могу потезати лоше аргуенте, као што они који нису могу наводити валидне аргументе.
Позивање на успех се често користи у маркетингу, па у рекламама познате личности промовишу разне ствари. Код оваквих реклама се рачуна на развијање погрешног закључка код људи: ако је довољно добро за познату особу, довољно је добро и за мене.

## Примери
- Ја сам доста света пропутовао и имам прилично успешну каријеру. Зато ми верујте: не постоји бољи хоби од жонглирања мачака.

Карикирана изјава која нема смисла, баш као ни да је ова успешна особа било шта друго изнела. Често се могу наћи изјаве познатих и успешних шта су најбољи хобији (често су то хобији које они имају), али не значи да они због успеха знају коју су то хобији.